# Bishop's Mitre
Bishop's Mitre (officiellement Bishops Mitre) est un sommet des monts Kaumajet situé sur la côte septentrionale du Labrador.

## Toponymie
Le nom de la montagne vient de sa forme rappelant une mitre, un couvre-chef réservé aux évêques.

## Géographie

### Situation

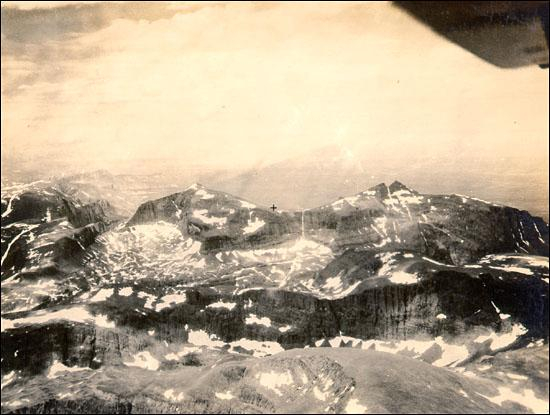
Vue aérienne ancienne de Bishop's Mitre dans les monts Kaumajet.

Bishop's Mitre se trouve sur la pointe nord de l'île Grimmington, entre les havres de Seal Bight à l'est et Cod Bag Harbour à l'ouest.
L'île Grimmington, au centre des monts Kaumajet, contient les plus hauts sommets du massif avec plusieurs sommets dépassant les 1 000 mètres d'altitude. Les deux principales montagnes sont Bishop's Mitre et Brave Mountain (57° 52′ 53″ N, 62° 01′ 36″ O) située à moins de 3 km au sud-ouest et qui constitue le point culminant des monts Kaumajet avec 1 219 mètres d'altitude.
Les monts Kaumajet sont une chaîne de montagnes faisant partie de la cordillère Arctique dans le bouclier canadien et située sur la péninsule du Labrador, dans la province de Terre-Neuve-et-Labrador. Ses sommets s'élèvent directement de la mer sur la côte nord du Labrador.

### Topographie
La montagne, culminant à 1 113 mètres d'altitude, se présente comme une tour escarpée, remarquable par ses deux pointes encadrant un spectaculaire cirque glaciaire tourné vers le nord et ouvrant sur la mer.
Une cascade englacée une partie de l'année coule au creux de la montagne.